# 色卡乡
色卡乡，是中华人民共和国四川省甘孜藏族自治州道孚县下辖的一个乡镇级行政单位。

## 行政区划
色卡乡下辖以下地区：
茶垭村、龙布村、亚日村、扎日村、建巴村和格西村。